# Pseudopoda jirensis
Pseudopoda jirensis là một loài nhện trong họ Sparassidae.
Loài này thuộc chi Pseudopoda. Pseudopoda jirensis được Peter Jäger miêu tả năm 2001.